# Enotno območje evrskega plačevanja
Enotno območje evrskega plačevanja (angleško Single Euro Payments Area - SEPA) je za poenostavitev bančnih prenosov uvedla Evropska unija. V sistemu EOEP oz. SEPA je od julija 2015 28 držav članic EU, države Evropskega združenja za prosto trgovino (EFTA) - Islandija, Lihtenštajn, Norveška in Švica ter Andora, Monako in San Marino. Na ta način se je potrošnikom in drugim poslovnim dejavnikom omogočilo plačevati in prejemati plačila v evrih pod enakimi pogoji ne glede na kraj plačila.  
Evropska komisija je leta 2005 predlagala enotni pravni okvir, ki se je oblikoval v posebno direktivo. Članice EU so direktivo prenesle v svoj pravni okvir do leta 2009. Prenesla jo je tudi Švica, ker želi svoj bančni sistem čim bolj vključiti v bančne okvirje EU.